# Royaume de l'Aurès
c. 484 – 703
Entités précédentes :
- Royaume vandale

Entités suivantes :
- Califat omeyyade

Le royaume de l'Aurès ou royaume des Aurès (en latin : Regnum Aurasium, en berbère : ⵜⴰⴳⵍⴷⵉⵜ ⵏ ⵍⴰⵡⵔⴰⵙ) est un royaume berbère indépendant situé principalement dans l'Aurès, au nord-est de l'Algérie, fondé par le roi Masties dans les années 480 à la suite d'une série de révoltes berbères contre le royaume vandale, qui avait conquis la province romaine d'Afrique en 435.
Selon Ibn Idhari, le royaume des Aurés a atteint sa plus grande expansion de Tripoli à l'est jusqu'à Tanger à l'ouest après la défaite des Omeyyades lors de la Bataille de l'oued Nini.
Tout comme le royaume des Maures et des Romains, le royaume de l'Aurès combine des aspects de la culture romaine et berbère afin de régner efficacement sur une population composée à la fois de provinciaux romains et de tribus berbères. Par exemple, le roi Masties utilise le titre de Dux et plus tard d'Imperator pour légitimer son règne et se déclare ouvertement chrétien. Malgré cela, le royaume ne reconnait pas la suzeraineté de l'Empire romain d'Orient (souvent appelé Empire byzantin par les historiens modernes) et le roi Iaudas mene plusieurs guerres contre les Byzantins.
Le royaume de l'Aurès se maintient jusqu'à la conquête musulmane du Maghreb en 703, lorsque son dernier monarque, la reine Dihya, meurt au combat.

## Histoire

### Établissement
Selon l'historien byzantin Procope de Césarée, les Maures ne commencent véritablement à étendre et à consolider leur pouvoir qu'après la mort du puissant roi vandale Genséric en 477, après quoi ils remportent de nombreuses victoires contre le royaume vandale et établissent un contrôle plus ou moins total sur l'ancienne province de Maurétanie. Ayant craint la puissance de Genséric, les Maures se révoltent contre son successeur Hunéric qui les obligeait à se convertir à l'arianisme sous peine de mort.

« Honoric exerça des injustices et des violences horribles contre les chrétiens d'Afrique. Comme il voulait les contraindre à embrasser la secte des ariens, ceux qu'il trouvait peu disposés à lui obéir, il les faisait périr par le feu ou par d'autres supplices non moins cruels. Il fit couper la langue tout entière à plusieurs d'entre eux, qu'on a vus de notre temps à Constantinople parler très distinctement, et sans être gênés par l'absence de l'organe qu'ils avaient perdu. Il y en eut deux cependant qui perdirent la parole, pour avoir eu commerce avec des femmes débauchées. »

— Procope de Césarée, Histoire de la guerre contre les Vandales, Livre I, chapitre VIII
Dans l'Aurès, cela conduit à une insurrection des tribus du massif contre le pouvoir vandale et à la fondation du royaume de l'Aurès par le roi Masties, qui fait d'Arris sa résidence. Le royaume devient totalement indépendant au moment de la mort de Hunéric, en 484, et ne subira plus dès lors le pouvoir des Vandales.
En adoptant l'organisation militaire, religieuse et socioculturelle de l'Empire romain, les nouveaux royaumes berbères continuent de faire partie intégrante du monde latin occidental. La structure administrative et la titulature utilisées par les souverains berbères suggèrent une certaine identité politique romanisée dans la région. Cette identité politique romaine est maintenue dans l'Aurès, où Masties revendique le titre d'imperator pendant son règne, postulant qu'il n'avait pas rompu la confiance avec ses sujets berbères ou romains. Selon sa propre inscription, Masties aurait régné pendant 67 ans comme dux, et 10 ans comme imperator.

### Relations avec l'Empire byzantin

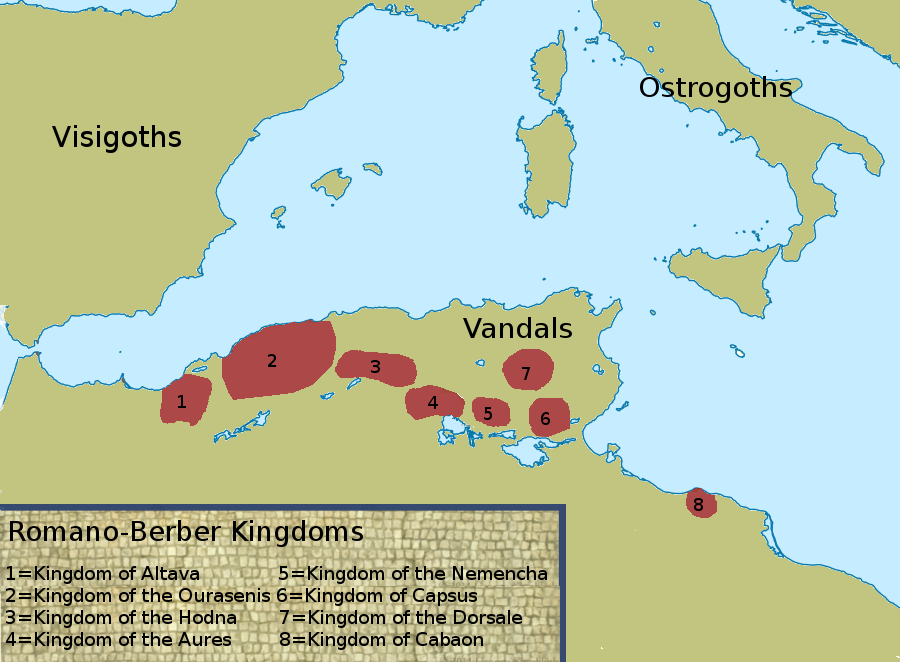
Carte du royaume de l'Aurès (4) et les autres royaumes romano-berbères à la fin du VIe siècle.

Après la destruction du royaume vandale et la reconquête byzantine de l'Afrique, les Byzantins se trouve face à deux éléments : les anciennes population romanisée auxquelles le nouvel occupant donne le nom de « Libyens » et l'élément berbère qui se voit attribuer le nom de « Maures ». Bien que les Byzantins parviennent à exercer leur contrôle sur les populations berbères dans les régions où ils sont bien établis, particulièrement ceux de Carthage, la Byzacène et Constantine, en dehors de ces zones les Berbères maintiennent leur indépendance. L'une des raisons pour lesquelles les Berbères ne peuvent pas être aussi facilement intégrés qu'auparavant est le passage du latin au grec au sein de l'Empire byzantin, qui fait qu'ils ne soient plus bilingues avec la langue de leurs dirigeants.

#### Première campagne de Solomon
Les frictions entre les Byzantins et leurs sujets berbères culminent en une révolte des tribus de Byzacène, qui défont la garnison locale byzantine et tuent ses commandants. Le nouveau préfet du prétoire d'Afrique, Solomon, conduit son armée contre ces Berbères et les vainc deux fois, dispersant leurs forces. Les rebelles survivants se retirent en Numidie, unissant leurs forces à Iaudas, roi de l'Aurès, 
Iaudas à son tour, avait profité de la préoccupation byzantine avec la révolte en Byzacène pour mener son armée de  30 000 guerriers à razzier les hautes plaines consatantinoises, emmenant prisonniers un grand nombre de ses habitants. Cette activité n'inquiète pas seulement les Byzantins mais aussi ses voisin, deux d'entre eux particulièrement, que selon Procope avaient contre Iaudas de graves motifs d'inimitié ; Masuna, roi du royaume des Maures et des Romains, et Orthaïas, dirigeant d'un royaume dans la Maurétanie sétifienne.
Masuna et Orthaïas suggèrent à Solomon de poursuivre les rebelles berbères jusqu'en Numidie, ce qu'il accomplit. Solomon pénètre dans l'Aurès, guidé par les hommes d'Orthaïas. Pendant sept jours, à faible allure — il ne fait que 10 km par jour — , il erre dans la montagne sans rencontrer l'ennemi. Après être resté pendant trois jours près d'une vieille forteresse, il se retire précipitamment sans avoir combattu, ses soldats commençant à se méfier de la loyauté de ses auxiliaires berbères et manquant de vivre, il construit plutôt une série de postes fortifiés le long des routes reliant la Byzacène à la Numidie,.

#### Deuxième campagne de Solomon
En 539, Solomon conduit son armée contre les Berbères de l'Aurès. Néanmoins l’affaire s’engage mal ; l’avant-garde byzantine, commandée par Guntharic, commandant militaire de la province de Numidie, qui était campée près de Bagaï sur les bords de la rivière Abigas voit son camp inondé par les eaux de cette rivière, que les guerriers de Iaudas avaient habilement détournées ; ce stratagème provoque la panique chez les Byzantins et il faut attendre l’intervention personnelle de Solomon pour rétablir la situation. Les Berbères doivent abandonner l'attaque et se retirer à Babôsis, sur les contreforts de l'Aurès où ils établissement leur campement,.
Solomon rejoignt l’armée de Iaudas à Babôsis et la met en déroute. Ses adversaires partagent alors leurs forces ; une partie s’enfuit en Maurétanie sétifienne, le reste, c’est-à-dire Iaudas et  20 000 guerriers, s’enferme dans une place appelée Zerboulè. Comme le siège durait, Solomon décide d’aller razzier les moissons du côté de Timgad. De son côté, pour éviter d’être pris par la famine, Iaudas confie à une partie de ses guerriers la défense de la place et avec le reste de son armée, se porte en un lieu particulièrement escarpé et difficile d’accès appelé Toumar. Après trois jours de siège, les Berbères évacuent Zerboulè dans la nuit et les Byzantins qui étaient eux-mêmes sur le point d’abandonner la partie, constatent avec stupeur que la place était vide,.
Solomon à leur tête, ils se lancent à la poursuite de Iaudas et le long et pénible siège de Tumar commence. L’eau se fait rare, les soldats byzantins commencent à murmurer ; Solomon est prêt à se retirer, lorsque l’initiative d’un sous-officier aventureux déclenche un assaut général, qui lui livre la forteresse. Iaudas, blessé s’enfuit en Maurétanie. L’audace d’un simple soldat permet par ailleurs à Solomon de s’emparer des femmes et des trésors de Iaudas, que celui-ci avait cachés au sommet d’un rocher abrupt,.

### Guerre contre les Arabes
Koceïla, chef de la résistance à la conquête musulmane du Maghreb est mort en luttant contre le califat omeyyade, à la suite de la défaite de sa coalition berbèro-byzantine lors de la bataille de Mammès (688). Après sa mort, les principaux chefs berbères trouvent son successeur en la personne de Dihya, reine de l'Aurès et chef de la tribu des Djerawa qui elle-même est à la tête de tous les Berbères. Malgré les hostilités précédentes, l'Empire byzantin soutient le royaume de l'Aurès lors de la conquête musulmane du Maghreb, espérant que ses forces puissent faire contrepoids à la présence arabe dans la région. Comme Koceila, elle sera d’abord victorieuse et contraindra même le chef des forces arabes, Hassan Ibn Numan, à évacuer l’Ifriqiya ; mais elle sera à son tour vaincue et tuée dans l’Aurès en 703 lors de la bataille de Tabarka près d'un puits qui porte toujours son nom, Bir al-Kahina (al-Kāhina étant son surnom en arabe, lit. devineresse), dans l'Aurès.

## Liste des rois et reines de l'Aurès
| Monarque                | Règne           | Notes |
| ----------------------- | --------------- | --- |
| Masties                 | c. 484 – c. 516 | Il fonde le royaume à la suite d'une révolte contre le roi vandale Hunéric et se proclame imperator. |
| Iaudas                  | c. 516 – (?)    | Aussi connu sous le nom Iabdas. Il mene plusieurs guerres contre les Byzantins voulant étendre leur contrôle sur l'Afrique du Nord. Il s'exile en Maurétanie à la suite de sa défaite contre eux en 539 mais revient à la tête de son royaume moins de sept ans plus tard. |
| Dirigeant(s) inconnu(s) | (?) – 668       | Pas de dirigeants connus entre Iaudas et Dihya. |
| Dihya                   | c. 668 – 703    | Reine de l'Aurès qui réunit sous son autorité toutes les tribus du massif montagneux, ainsi que toutes les populations chrétiennes insoumises. Elle règne pendant 35 ans, dirigeant toute la résistance berbère à partir de 690.                                           |

## Référencement

### Ouvrages

#### Anglais
- (en) John Bagnell Bury, History of the Later Roman Empire : From the Death of Theodosius I to the Death of Justinian, Volume 2, Dover Publications, 1958 (ISBN 0-486-20399-9)
- (en) Jonathan Conant, Staying Roman : conquest and identity in Africa and the Mediterranean, 439-700, Cambridge, Cambridge University Press, 2012, 458 p. (ISBN 978-1-107-53072-0)
- (en) John Robert Martindale, Arnold Hugh Martins Jones et J. Morris, The Prosopography of the Later Roman Empire, Volume III : A.D. 527–641, Cambridge University Press, 1992, 1626 p. (ISBN 978-0-521-20160-5, lire en ligne)
- (en) Barry Rubin, The Middle East : A Guide to Politics, Economics, Society and Culture, Routledge, 2015, 684 p. (ISBN 978-0-7656-8094-5, lire en ligne)
- (en) Philip Rousseau, A Companion to Late Antiquity, Malden, John Wiley & Sons, 2012, 709 p. (ISBN 978-1-4051-1980-1)

#### Français
- Procope de Césarée (trad. du grec ancien), Histoire de la Guerre des Vandales, Livres I et II, 545 (lire en ligne)
- Charles-André Julien et Roger Le Tourneau, Histoire de l'Afrique du Nord : Des origines à 1830, Paris, Payot & Rivages, 1994 (1re éd. 1951), 866 p. (ISBN 978-2-228-88789-2, lire en ligne)
- J. et P. Morizot, Encyclopédie berbère, vol. 8 : L’Aurès, Aix-en-Provence, Édisud, 1990 (ISBN 2-85744-461-3, lire en ligne)
- Yves Modéran, Les Maures et l'Afrique romaine : IVe – VIIe siècle, Rome/Paris, Rome: Publications de l'École française de Rome, 2003, 900 p. (ISBN 2-7283-0640-0, lire en ligne)
- Charles Diehl, L'Afrique byzantine : Histoire de la domination byzantine en Afrique (533–709), Leroux, 1896 (ISBN 1-168-28003-6, lire en ligne)
- Yves Modéran, Encyclopédie berbère, vol. 27 : Kahena, 2005 (ISBN 2-7449-0538-0, lire en ligne)
- Mohammed Talbi, Un nouveau fragment de l'histoire de l'Occident musulman (62-196/682-812) : l'épopée d'al Kahina, Les Cahiers de Tunisie vol. 19, Routledge, 1971

### Articles
- Pierre Morizot, « Solomon et l'Aurès », Bulletin de la Société Nationale des Antiquaires de France, no 1992,‎ 1994, p. 325-337 (lire en ligne)
- Gabriel Camps, « Rex gentium Maurorum et Romanorum. Recherches sur les royaumes de Maurétanie des VIe et VIIe siècles », Antiquités africaines, no 20,‎ 1984, p. 183-218 (lire en ligne)